# Weston (Familienname)
Weston ist ein englischer Familienname.

## Namensträger
- Arthur Weston (Fotograf) († 1913), britischer Fotograf
- Arthur Weston (Geistlicher) (Arthur Edward Weston), australischer Prediger
- Arthur Weston (Mediziner) (Arthur Henry Weston; * 1944), britischer Pharmakologe
- Aylmer Hunter-Weston (1864–1940), britischer General
- Bob Weston (1947–2012), britischer Rockmusiker
- Brad Weston (Schauspieler) (1928–1999), US-amerikanischer Schauspieler
- Brad Weston (Tennisspieler) (* 1980), australischer Tennisspieler
- Brad Weston (Produzent), US-amerikanischer Filmproduzent
- Brett Weston (1911–1993), US-amerikanischer Fotograf
- Byron Weston (1832–1898), US-amerikanischer Politiker
- Calvin Weston (* 1959), US-amerikanischer Schlagzeuger
- Celia Weston (* 1951), US-amerikanische Schauspielerin
- Cole Weston (1919–2003), US-amerikanischer Fotograf
- Dwain Weston (1973–2003), australischer Base-Jumper
- Edward Weston (Bogenschütze) (1846–1918), US-amerikanischer Bogenschütze
- Edward Weston (Chemiker) (1850–1936), britisch-amerikanischer Chemiker
- Edward Weston (1886–1958), US-amerikanischer Fotograf
- Ellen Weston (* 1939), US-amerikanische Schauspielerin und Drehbuchautorin
- Elisabeth Johanna von Weston (1582–1612), englisch-böhmische Naturforscherin und Dichterin
- Francis Weston (1511–1536), englischer Adliger
- Galen Weston (1940–2021), kanadischer Unternehmer
- George Weston (1864–1924), kanadischer Unternehmer
- Harvey Weston (* 1940), britischer Jazzmusiker
- Jack Weston (1924–1996), US-amerikanischer Schauspieler
- James Weston, schottischer Stenografiesystemerfinder und Gerichtsstenograf
- James A. Weston (1827–1895), US-amerikanischer Politiker
- Jason Weston (* 1971), englischer Snookerspieler
- Jay Weston (1929–2023), US-amerikanischer Filmproduzent
- Jessie Laidley Weston (1850–1928), britische Gelehrte und Erforscherin der Artus-Literatur
- Jessie Edith Weston (1867–1939), neuseeländische Autorin und Journalistin

- John Weston (* 1938), britischer Diplomat
- Jonny Weston (* 1988), US-amerikanischer Schauspieler
- Josh Weston (Pornodarsteller) (1973–2012), US-amerikanischer Pornodarsteller
- Josh Weston (Maskenbildner), Maskenbildner und Spezialeffektkünstler
- Kath Weston (* 1958), US-amerikanische Anthropologin
- Kathy Weston (* 1958), US-amerikanische Leichtathletin
- Ken Weston (1947–2001), britischer Toningenieur
- Kim Weston (Sängerin) (* 1939), US-amerikanische Sängerin
- Kim Weston (Fotograf) (* 1953), US-amerikanischer Fotograf
- Kris Weston (* 1982), britischer Motorradrennfahrer
- Maggie Weston (* 1948), Maskenbildnerin
- Matt Weston (* 1997), britischer Skeletonfahrer
- Michael Weston (Michael Rubinstein; * 1973), US-amerikanischer Schauspieler
- Mike Weston (* 1938), englischer Rugby-Union-Spieler
- Myles Weston (* 1988), antiguanischer Fußballspieler
- Paul Weston (Musiker) (1912–1996), US-amerikanischer Musiker und Komponist
- Paul Weston (Footballspieler) (* 1957), australischer Australian-Football-Spieler
- Paul Weston (Politiker) (* 1964), britischer Politiker
- Plowden Weston (1819–1864), US-amerikanischer Politiker
- Randy Weston (1926–2018), US-amerikanischer Jazzmusiker
- Richard Weston (1733–1806), britischer Botaniker
- Robert Weston (um 1522–1573), englischer Jurist, Hochschullehrer und Politiker
- Robert Paul Weston (* 1975), kanadisch-britischer Schriftsteller
- Ruth Weston (Schauspielerin) (1906–1955), US-amerikanische Schauspielerin
- Ruth Weston, Geburtsname von Ruth Brown (1928–2006), US-amerikanische Sängerin
- Tatiana Weston-Webb (* 1996), brasilianische Surferin
- Thomas Weston (1885–nach 1908), britischer Motorbootfahrer
- Tom Weston-Jones (* 1987), britischer Schauspieler
- Tony Weston (* 2003), englischer Fußballspieler
- Veryan Weston (* 1950), britischer Pianist
- W. Garfield Weston (1898–1978), kanadischer Unternehmer und Politiker
- Walter Weston (1861–1940), britischer Missionar und Bergsteiger